# 예천남부초등학교 인포분교
예천남부초등학교 인포분교는 대한민국 경상북도 예천군 호명면 월포리에 있었던 초등학교이다.

## 연혁
- 1940년 6월 5일 직산간이학교 설립
- 1941년 4월 1일 호명북부국민학교 승격
- 1953년 6월 19일 인포국민학교 개칭
- 1996년 3월 1일 인포초등학교로 개칭
- 1998년 3월 1일 예천남부초등학교 인포분교장
- 2009년 3월 1일 폐교